# 桑贾伊·辛格 (大使)
桑贾伊·辛格（英語：Sanjay Singh，1953年4月7日—），印度前外交官，曾任印度駐伊朗大使、印度駐胡志明市總領事等職務。

## 經歷
桑贾伊·辛格生於1953年4月7日。
1976年，加入印度外事服務。他在印度外交部总部以及印度驻墨西哥、德国、加纳、越南和法国的外交使团中担任了多个高级职位。
1997年10月至2001年6月，任印度驻胡志明市总领事。2001年7月至2004年8月，担任印度驻法國副使團长。2005年3月至2009年3月，任外交部海湾國家事务联秘及輔祕。
2009年3月12日至2011年3月10日，任印度驻伊朗大使，随后担任外交部东亚事务秘书，直至2013年4月退休。